# Amphicteis scaphobranchiata
Amphicteis scaphobranchiata is een borstelworm uit de familie Ampharetidae. Het lichaam van de worm bestaat uit een kop, een cilindrisch, gesegmenteerd lichaam en een staartstukje. De kop bestaat uit een prostomium (gedeelte voor de mondopening) en een peristomium (gedeelte rond de mond) en draagt gepaarde aanhangsels (palpen, antennen en cirri).
Amphicteis scaphobranchiata werd in 1906 voor het eerst wetenschappelijk beschreven door Moore.